# Japanagromyza kammuriensis
Japanagromyza kammuriensis är en tvåvingeart som först beskrevs av Mitsuhiro Sasakawa 1954.  Japanagromyza kammuriensis ingår i släktet Japanagromyza och familjen minerarflugor. Inga underarter finns listade i Catalogue of Life.